# La Belle Impéria

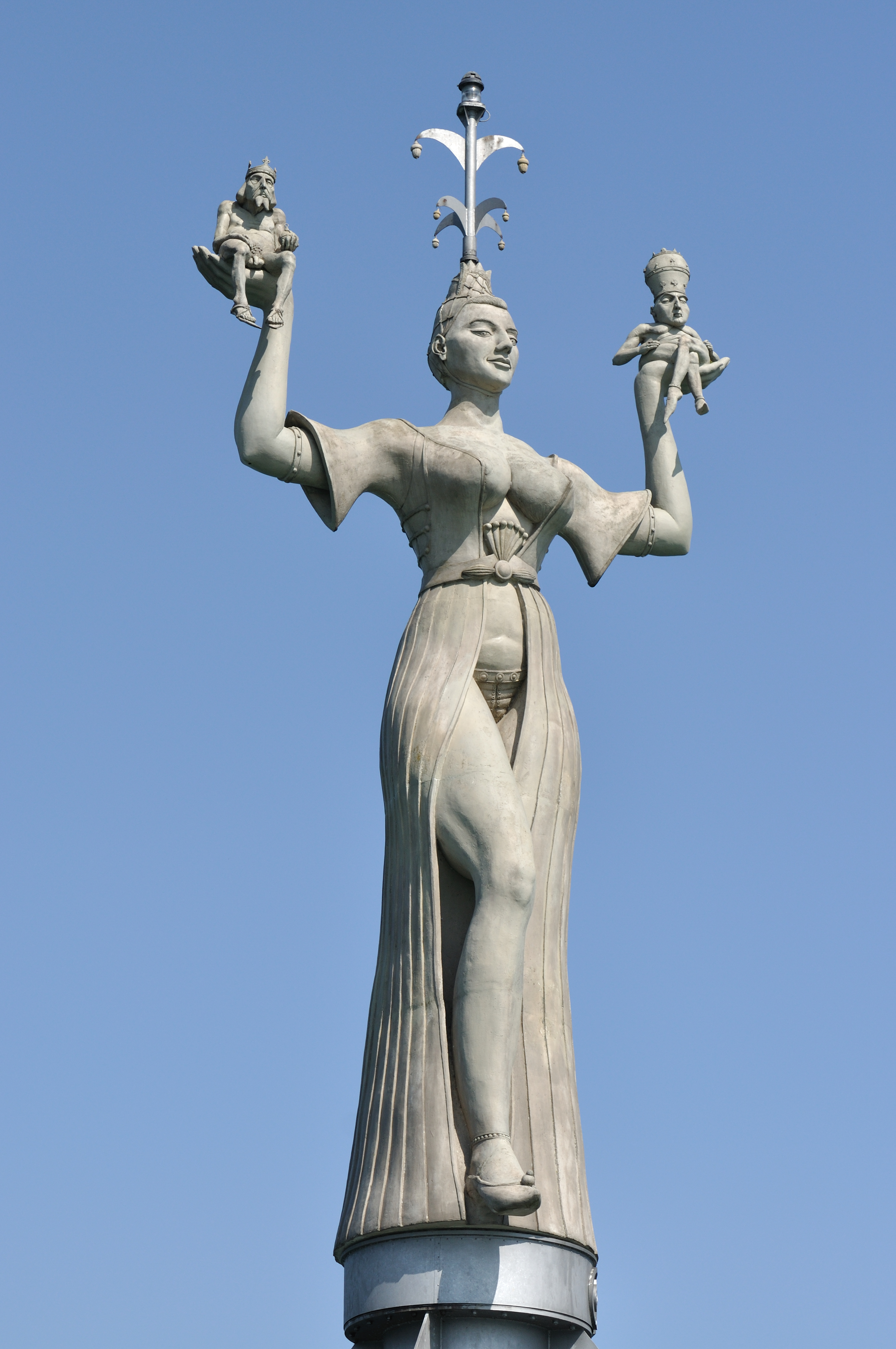
La statue Impéria de Peter Lenk.

La Belle Impéria est un conte d'Honoré de Balzac. Il fait partie du recueil Les Cent Contes drolatiques publié à  Paris, chez C. Gosselin (et E. Werdet) de 1832 à 1837. Ce récit avait été proposé en février 1831 à Véron, directeur de la Revue de Paris, mais ce dernier n'avait pas osé le publier en raison de son anticléricalisme, surtout après le pillage des églises qui venait d'avoir lieu à Paris.
C'est une satire féroce de la morale du clergé catholique. On y voit la courtisane Impéria séduire des cardinaux et des princes et les mener par le bout du nez.
Celui qui  affirmait : « J’écris à la lueur de deux vérités éternelles : la religion, la monarchie, deux nécessités que les événements proclament […] », était aussi, comme l'a remarqué bien plus tard Pierre Barbéris, un révolté :  « Chacun sait que ce gros homme entendait faire une œuvre de défense et illustration des défenses sociales, voire de l'ordre moral, et qu'il a dressé, en fait, le plus formidable acte d'accusation qui ait jamais été lancé contre une civilisation. »
Une statue d'Imperia, œuvre de Peter Lenk (1993), se trouve à l'entrée du port de Constance en Allemagne, pour commémorer le Concile de Constance.

## Adaptation musicale
Madonna Imperia, de Franco Alfano, livret d'Arturo Rossato d'après La Belle Impéria conte drolatique, comédie musicale en 1 acte (Turin, 1927).